# Sapang Dalaga
Sapang Dalaga ist eine philippinische Stadtgemeinde in der Provinz Misamis Occidental. Sie hat 19.983 Einwohner (Zensus 1. August 2015).

## Baranggays
Sapang Dalaga ist politisch in 28 Baranggays unterteilt.
| - Bautista - Bitibut - Boundary - Caluya - Capundag - Casul - Dasa - Dioyo - Guinabot - Libertad - Locus - Manla - Masubong - Agapito Yap, Sr. (Napilan) | - Poblacion - Salimpuno - San Agustin - Sinaad - Sipac - Sixto Velez, Sr. - Upper Bautista - Ventura - Medallo - Dalumpinas - Disoy - El Paraiso - Macabibo - Sapang Ama |